# SV 07 Braunschweig
SV 07 Braunschweig was een Duitse voetbalclub uit Braunschweig.

## Geschiedenis
De club werd op in 1907 opgericht als FC Britannia 07 Braunschweig. De club ging in de Braunschweigse stadscompetitie spelen, een onderdeel van de Noord-Duitse voetbalbond. In 1911 speelde de club voor het eerst in de hoogste klasse en werd tweede achter Eintracht Braunschweig. Het volgende seizoen eindigde de club in de middenmoot. Tijdens het seizoen 1918/19 fuseerde de club met Sportfreunde 04 en werd zo VfB 04 Braunschweig. 